# كأس هولندا السياحية 2002
كأس هولندا السياحية 2002 هو سباق دراجات نارية أقيم بتاريخ 29 يونيو 2002 في حلبة أسن تي تي. كان الجولة السابعة من أصل 16 في سباق الجائزة الكبرى للدراجات النارية موسم 2002. فاز فالنتينو روسي بفئة الموتو جي بي بينما جاء أليكس باروس في المركز الثاني وحصل على المركز الثالث كارلوس تشيكا.

## وصلات خارجية
- الموقع الرسمي